# Henri Cohen (Wasserballspieler)
Henri Cohen (* 21. März 1882 in Brüssel; † 31. Juli 1931 in Paris) war ein belgischer Wasserballspieler.
Er spielte beim Brüsseler Schwimm- und Wasserballverein, welcher zum Vertreter Belgiens bei den Olympischen Sommerspielen 1900 gewählt wurde. Im olympischen Turnier schaffte es das Team bis in das Finale, in dem sie mit 2:7 gegen den Osborne Swimming Club verloren, welcher Großbritannien repräsentierte, und damit die Silbermedaille gewannen.